# Zbigniew Bujak

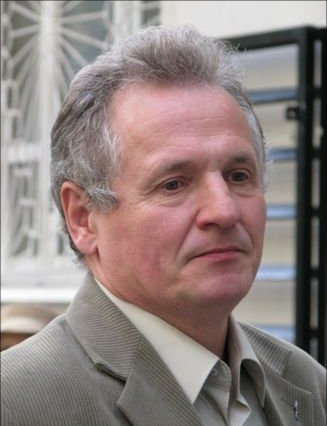
Zbigniew Bujak (2008)

Zbigniew Bujak (* 29. November 1954 in Łopuszno) ist ein polnischer Politiker (RDS, UP, UW, PD). Er war aktiv in der demokratischen Opposition während der Volksrepublik Polen (PRL) und Abgeordneter des Sejm in der I. und II. Wahlperiode.

## Leben und Beruf
1977 beendete Bujak die Technische Schule in Żyrardów. 1972/73 war er Mitarbeiter bei Polfa in Grodzisk Mazowiecki und anschließend bis 1981 bei den Ursus-Werken in Warschau. 1998 schloss er das Studium der Politologie an der Fakultät für Journalistik und Politikwissenschaften an der Universität Warschau ab. Von 1999 bis 2001 war er Präsident des Zentralen Zollamts.

## Politik
Ab 1978 engagierte Bujak sich in der demokratischen Opposition für das Komitet Samoobrony Społecznej „KOR“ und war 1980 Mitbegründer der Gewerkschaft Solidarność in den Traktorenwerken Ursus in Warschau. In den Jahren von 1980 bis 1981 saß er in der Landeskommission der Gewerkschaft, war danach Mitglied des Präsidiums der Landeskommission. Nach der Verhängung des Kriegsrechts blieb er im Untergrund. Er war Vorsitzender der Ausführenden Regionalkommission der Solidarność für die Region Masowien und Mitglied der Einstweiligen Koordinierungskommission. Von allen Mitgliedern dieses Gremiums blieb er am längsten im Untergrund. Er wurde im Mai 1986 verhaftet und im September desselben Jahres aufgrund einer Amnestie wieder freigelassen. Von 1986 bis 1987 trat er in den Einstweiligen Gewerkschaftsrat ein und von 1987 bis 1989 in die Ausführende Landeskommission.
1989 nahm er an den Plenarsitzungen des Runden Tisches teil, kandidierte jedoch nicht bei den Wahlen zum Vertragssejm. Gemeinsam mit Władysław Frasyniuk, Bronisław Geremek, Jacek Kuroń, Andrzej Wielowieyski und Henryk Wujec spielte er jedoch eine Schlüsselrolle bei der Nominierung der Kandidaten des Komitet Obywatelski „Solidarność”. Er war auch einer der drei „Gründungsväter“ der Agora S.A., der Herausgeberin der Gazeta Wyborcza (neben Andrzej Wajda und Aleksander Paszyński). Im Jahr 1990 unterstützte er die Kandidatur von Tadeusz Mazowiecki bei der Wahl zum Präsidenten. Er war Mitgründer der Ruch Obywatelski Akcja Demokratyczna (ROAD) und nach dem Beitritt dieser Gruppierung zur Unia Demokratyczna (UD) stand er an der Spitze der kleinen Ruch Demokratyczno-Społeczny (RDS). 1991 veröffentlichte er (zusammen mit Janusz Rolicki) die Interview-Reihe Ich entschuldige mich für Solidarność.
Bei den Parlamentswahlen 1991 wurde er als landesweit einziger Vertreter der RDS zum Sejm-Abgeordneten für Warschau gewählt. Im Sejm der I. Wahlperiode trat er der parlamentarischen Gruppe Solidarność Pracy (SP) bei. 1992 wurde er nach dem Zusammenschluss der RDS, der SP und der Polska Unia Socjaldemokratyczna einer der drei Vorsitzenden der Unia Pracy (UP) (neben Ryszard Bugaj und Wiesława Ziółkowska). 1993 errang er erneut ein Abgeordnetenmandat auf der Liste der UP. Als die UP bei der Parlamentswahl 1997 mit 4,7 % der Stimmen knapp an der 5-%-Hürde scheiterte, schied er aus dem Sejm aus.
Nach vergeblicher Opposition gegen die Zusammenarbeit der Unia Pracy mit dem Sojusz Lewicy Demokratycznej im Jahr 1998 trat er aus der UP aus und trat der Unia Wolności (UW) bei. 1999 bis 2001 war er Leiter der Hauptzollbehörde in der Regierung von Jerzy Buzek. Bei den Selbstverwaltungswahlen 2002 wurde er Kandidat der Unia Samorządowa (Selbstverwaltungsunion) für das Amt des Stadtpräsidenten von Warschau. Er erzielte etwa 2,7 % der abgegebenen Stimmen. Zwei Jahre später kandidierte er erfolglos auf der Liste der UW für die Wahlen zum Europäischen Parlament. 2005 wurde er Mitglied der Partia Demokratyczna – demokraci.pl (PD), die aus einer Umbenennung der UW entstanden war. Bei der Europawahl 2019 kandidierte er für die Wiosna, erhielt aber kein Mandat.
Er gehört der „Vereinigung des Freien Wortes“ an.

## Ehrungen
- 1986 Robert F. Kennedy Human Rights Award
- 1990 Ritterkreuz des Ordens Polonia Restituta (durch die Exilregierung)[8]
- 2011 Großkreuz des Ordens Polonia Restituta (durch den Präsidenten der Dritten Republik)[9]

2020 wurde er Ehrenbürger seines langjährigen Wohnorts Podkowa Leśna.